# Edvin Laine
Edvin Laine, född 13 juli 1905 i Idensalmi, död 18 november 1989 i Helsingfors, finländsk skådespelare, regissör, författare och filmproducent. Fram till år 1906 hette han Bovellán i efternamn.
Han är begravd på Sandudds begravningsplats i Helsingfors.

## Filmografi (urval)

### Regi
- 1954 – Arne från Niskavuori
- 1955 – Okänd soldat
- 1958 – Sven Dufva
- 1960 – Skandal i flickskolan
- 1962 – Baronen från Pinsiö
- 1968 – Här under polstjärnan (även manus)
- 1970 – Akseli och Elina (även manus)

### Skådespelare
- 1940 – Mellan två krig
- 1954 – Hilmadagen
- 1955 – Pastori Jussilainen
- 1957 – Korset och lågan
- 1958 – Sven Dufva